# Erin Rooney
Erin Rooney, née le 3 septembre 1990 à Christchurch (Nouvelle-Zélande), est une joueuse de basket-ball féminin néo-zélandaise disposant d'un passeport anglais.

## Biographie
En 2009-2010, elle fait des débuts réussis avec Monmouth avec lequel elle dispute 30 rencontres, dont 27 titularisations. Elle est la meilleure passeuse de sa formation avec 2,7 passes décisives par rencontre. Ses 13 points face Mount St. Mary's sont son meilleur total de la saison (2/11). En sophomore, elle débute les 33 rencontres et devient la seconde meilleure scoreuse de son équipe avec 11,1 points et la plus adroite aux lancers francs (85 %); avec 3,0 passes, elle est 10e de la conférence dans cet exercice. Capitaine, elle conduit les Hawks en finale de la Northeast Conference. Elle est élue meilleure défenseuse de cette conférence. En 2011-2012, elle est transférée à l'université de Fordham et passe son année sans jouer (redshirt).
En 2012-2013, elle conduit les Rams de Fordham à son meilleur bilan depuis la saison 1978-1979 et est la première des Rams à cumuler plus de 500 points, 200 rebonds, 150 passes sur une saison. Elle est la première joueuse de Fordham à intégrer le meilleur cinq de la conférence Atlantic 10 avec 13,9 points et 5,3 rebonds étant la seconde de son équipe dans ces deux catégories statistiques. Ses 3,7 passes décisives avec un ratio passes sur balles perdues de 1,26, elle obtient des performances notables dans la conférence : 7e au scoring, 9e aux passes décisives, 3e à l'adresse aux lancers francs et 8e au ratio passes sur balles perdues. En senior, elle aide Forham à remporter son premier titre de champion de l'Atlantic 10 avec 13 points, 13 rebonds et 5 passes décisives contre les Flyers de Dayton en finale, puis 17 points et 10 rebonds au premier tour du tournoi final NCAA face à California. Elle retrouve sa place dans le meilleur cinq de l'Atlantic 10. Elle est diplômée en neurosciences. 
Pour la saison saison 2014-2015, elle signe au club français d'Arras Pays d'Artois Basket Féminin. Après une année assez réussie en Artois (7,3 points et 4,3 rebonds), elle signe l'année suivante pour le club voisin du COB Calais.

## Clubs
- 2006-2009 :  Christchurch
- Été 2009 :  Canterbury Wildwats (WBC)
- 2009-2010 :  Hawks de Monmouth (NCAA, USA)
- Été 2010 :  Taranaki Trojans (WBC)
- 2010-2011 :  Hawks de Monmouth (NCAA)
- 2011-2014 :  Rams de Fordham (NCAA)
- 2014-2015 :  Arras Pays d'Artois Basket Féminin
- 2015- :  COB Calais

## Équipe nationale
Elle est élue meilleure joueuse du tournoi national U19 de Nouvelle-Zélande en 2008. Elle est retenue dans l'équipe nationale de Nouvelle-Zélande avec laquelle elle dispute en 2012 une rencontre du tournoi de qualification pour les Jeux olympiques.

## Palmarès
- champion de l'Atlantic 10 (2014)

## Distinctions personnelles
- Meilleur cinq de l'Atlantic 10 (2013, 2014)